# Ициг, Даниэль
Даниэль Ициг  (нем. Daniel Itzig, 18 марта 1723 года, Берлин, Пруссия — 17 мая 1799 года, Потсдам, Пруссия) — немецкий финансист, придворный еврей Фридриха Великого, директор монетного двора, банкир, глава прусской еврейской общины; тесть Давида Фридлендера.

## Биография
Происходил из не особенно богатой семьи, но удачно женился на представительнице богатой семьи Вульфов и начал свою карьеру в качестве поставщика королевского монетного двора. С 1755 года он был членом различных консорциумов, которые поставляли прусские монеты. Самую большую прибыль пполучил в течение последних трех лет Семилетней войны, когда он вместе с Вителем Хаимом Эфраимом помогал королю Фридриху II финансировать войну. После войны он был главным поставщиком прусской монеты. Он создал свое состояние в сфере недвижимости и промышленных предприятий.
Он был важным представителем и лидером евреев в Берлине и Пруссии. При Фридрихе II был главным представителем евреев в Пруссии. При Фридрихе Вильгельме II, чьим частным банкиром он был, он приложил много усилий к продвижению предложений об улучшении положения евреев в Пруссии. Он и его большая семья в 1791 году, в качестве первых евреев в Пруссии, получили полное гражданство (патент натурализации). Он также получил звание придворного банкира и дорожного инспектора.
Он принимал участие в создании школы для детей бедных родителей. Когда он увидел в конце своей жизни, что все больше и больше евреев были крещены, он отрекся всех членов своей семьи, которые приняли решение сделать такой шаг. Тем не менее, практически ни один из его потомков не остался в иудаизме.
Умер в 1799 году в Берлине. Похоронен на кладбище Гроссе-Гамбургер-Штрассе.
Его внучка Лея Саломон (1777—1842) была замужем за банкиром Абрамом Мендельсоном Бартольди (1776—1835), их сын — композитор Феликс Мендельсон, дочь — певица Фанни Мендельсон.